# Xiangshan (sockenhuvudort i Kina, Jiangxi Sheng, lat 24,94, long 115,81)
Xiangshan (kinesiska: 项山乡) är en sockenhuvudort i Kina. Den ligger i provinsen Jiangxi, i den sydöstra delen av landet, omkring 420 kilometer söder om provinshuvudstaden Nanchang. Antalet invånare är 5 225. Befolkningen består av 2 445 kvinnor och 2 780 män. Barn under 15 år utgör 17,0 %, vuxna 15-64 år 68 %, och äldre över 65 år 13,0 %.
Runt Xiangshan är det ganska tätbefolkat, med 155 invånare per kvadratkilometer. Närmaste större samhälle är Jitan, 6,7 km väster om Xiangshan. I omgivningarna runt Xiangshan växer i huvudsak städsegrön lövskog.
Genomsnittlig årsnederbörd är 1 982 millimeter. Den regnigaste månaden är maj, med i genomsnitt 404 mm nederbörd, och den torraste är oktober, med 20 mm nederbörd.